# Rikke Karlsson
Rikke Karlsson (ur. 29 kwietnia 1965 w Aalborgu) – duńska polityk, samorządowiec i pedagog społeczna, deputowana do Parlamentu Europejskiego VIII kadencji.

## Życiorys
Absolwentka pedagogiki społecznej, była zatrudniona jako pracownik socjalny, nauczycielka, dyrektorka szkoły dla dzieci z problemami społecznymi, a także w sektorze zdrowotnym.
Wstąpiła do Duńskiej Partii Ludowej, w której działalność podjął również jej wuj Søren Espersen. Kandydowała bez powodzenia w wyborach europejskich (2004, 2009) i krajowych (2011). W latach 2009–2014 działała w samorządzie gminy Rebild i w radzie Jutlandii Północnej.
W wyborach w 2014 uzyskała mandat posłanki do Europarlamentu VIII kadencji.